# Cornularia australis
Cornularia australis is een zachte koraalsoort uit de familie Cornulariidae. De koraalsoort komt uit het geslacht Cornularia. Cornularia australis werd in 1867 voor het eerst wetenschappelijk beschreven door Busk. 